# Hermano I da Lotaríngia
Hermano I da Lotaríngia (? - 996) "o Magro" foi o Conde Palatino da Lotaríngia e de vários municípios ao longo do Reno, incluindo Bonngau, Eifelgau, Mieblgau, Zülpichgau, Keldachgau, Alzey e Auelgau, desde 945 até sua morte.

## Relações familiares
Foi filho de Erenfrido II e Richwara de Zülpichgau. Casou com Heylwig de Dillingen, filha de Hucbaldo II de Dillingen (? - 909) e Detbirgo da Suábia, mãe do papa Leão IX. deste casamento teve:
1. Ezzo da Lotaríngia (Erenfrido da Lotaríngia) (c. 955 - 21 de março de 1034), Conde Palatino da Lotaríngia de 1015 até 1034, Casou com Matilde da Alemanha (979 - 1025), filha do imperador Otão II e de Teofânia Escleraina,
2. Hezzelin I da Lotaríngia (às vezes chamado Hezilo, Hermano ou Henrique) conde de Zülpichgau (? - 1033). Cascou com uma filha do duque Conrado I da Caríntia (c. 975 - 12 de dezembro de 1011),
3. Hermano II da Lotaríngia (? - 1040), Vogt de Deutz,
4. Adolfo I da Lotaríngia (? - 1018), conde de Keldachgau e Vogt de Deutz entre 1008 e 1018,
5. Richenza da Lotaríngia, abadessa de Nivelles